# チョ・ヘジン
チョ・ヘジン（趙海珍、1976年 - ）は、韓国の女性小説家。ソウル生まれ。

## 経歴
梨花女子大学校教育学科、同大学院国文学科卒。大学卒業後はしばらく小さな出版社で働いていた。2004年『文芸中央』新人文学賞で登壇。
13年に『ロ・ギワンに会った』で申東曄文学賞、16年に「散歩者の幸福」で李孝石文学賞、『夏を通り過ぎる』で無影文学賞、18年に『光の護衛』で白信愛文学賞など、数々の文学賞を受賞。19年には第27回大山文学賞を受賞した。
デビュー以来、マイノリティや社会的弱者、社会から見捨てられた人々など、“他者”の心に思慮深い視線を寄せる作品を書き続けていることで“他者の作家”とも呼ばれ、幅広い読者の支持を得ている、現代韓国文学を代表する作家の一人。

## 邦訳作品
- 『かけがえのない心』オ・ヨンア 訳 亜紀書房、となりの国のものがたり、2021年9月
- 『天使たちの都市』呉華順訳、新泉社、韓国文学セレクション、2022年12月
- 『光の護衛』金敬淑 訳、彩流社、2023年3月
- 『ロ・ギワンに会った』浅田絵美訳、新泉社、韓国文学セレクション、2024年2月